# 摩根斯蘭丁 (加利福尼亞州)
摩根斯蘭丁（英語：Morgans Landing）是位於美國加利福尼亞州優洛縣的一個非建制地區。該地的面積和人口皆未知。

## 地理
摩根斯蘭丁的座標為38°19′42″N 121°34′33″W / 38.32833°N 121.57583°W，而該地的平均海拔高度為3米（即10英尺）。